# Lester Lane
Lester E. Lane (Purcell, 6 marzo 1932 – Norman, 6 settembre 1973) è stato un cestista e allenatore di pallacanestro statunitense, attivo nella NCAA e nella AAU e campione olimpico nel 1960.

## Carriera
Venne selezionato dai Philadelphia Warriors al nono giro del Draft NBA 1955 (65ª scelta assoluta).

## Palmarès

### Giocatore
- Campione AAU (1959)
- Campione NIBL (1961)